# ほんとうに
『ほんとうに』は、1976年10月7日から1977年5月5日までTBS系列で放映されたテレビドラマ。全31回。

## 概要
舞台は東京・日本橋の老舗の煎餅屋「はまかわ」。ここの息子たちの恋と結婚、また商家に於ける嫁・姑の問題などを描いた。
- 2023年8月17日から日本BS放送（BS11）で初の再放送が実施された。なお、無料のBS放送局としては初めてのこと。

## スタッフ
- 作：橋田寿賀子
- プロデューサー：石井ふく子
- 演出：川俣公明
- 音楽：佐良直美（編曲：小川寛興）
- 制作：TBS、テレパック

## 出演
- 浜川信乃[1]：京塚昌子
「はまかわ」の女主人。長男の東作が子持ちの戸倉千絵と結婚することに反対している。
- 浜川千絵：長山藍子
東作の妻。前夫と死別後、戸倉家から子連れのままで入籍。信乃の関係はあまりうまく行っていない。35歳
- 浜川東作[2]：関口宏
信乃の長男。中学卒業後、進学を諦めて家業を継ぐ。33歳
- 浜川南平[3]：草刈正雄
信乃の次男。アメリカのカリフォルニア州に留学していたが、兄・東作の結婚式に出席のため2年ぶりに帰国。帰国後は煎餅作りに惹かれる余り、もうアメリカには戻らないと言い出し一家を困らせる。23歳
- 浜川トキ：市川翠扇 - 信乃の姑
- 明：羽田勉
千絵の次男。連れ子として千絵と共に浜川家にやって来る。
- 戸倉克子：赤木春恵 - 千絵の前夫の母。第十八回で死去。
- 聰：松田洋治
千絵の長男。戸倉家に残り、克子と暮らしている。
- 上條祐人：山村聡 - 千絵の仲人
- 上條昭子：奈良岡朋子 - 祐人の妻
- 三浦桃子：大竹しのぶ
「はまかわ」の従業員。浜川家に古い考えがはびこる中で南平に味方する。19歳
- 三浦杏子：東海林典子 - 桃子の妹
- 三浦うめ：中北千枝子 - 桃子と杏子の母。第二十三回、第二十四回、第二十五回で登場。
- 高木則夫：岡本信人 -「はまかわ」の職人。静岡県浜松市出身
- 湯村敬太：江藤潤
「はまかわ」の職人。秋田県出身。桃子のことが好きだが、本人には伝えていない。
- 湯村けい：杉山とく子
敬太の母。敬太からの手紙に桃子のことが書いてあったため、顔を見にやって来る。
- 小田常吉：田武謙三 -「はまかわ」の職人。
- 小田麻子：大鹿次代 - 常吉の妻。「はまかわ」の従業員。
- 時枝：益田愛子 - 「はまかわ」の従業員。
- 久子：山川弘乃 - 「はまかわ」の従業員。
- 野口恒介：佐藤英夫 - 信乃の幼なじみ。小料理屋「あずま亭」主人。第二回より。
- 川原美知：研ナオコ - 南平の留学先のクラスメート。
- 川原大造：金田龍之介 - 美知の父。貿易会社社長
- 村山医師：下條正巳
- 田代奈々：和泉雅子 - フサの娘、第十二回より
- 田代フサ：杉村春子 - トキの妹、東京都世田谷区在住。第四回より[4]

大島先生：進千賀子

## 主題歌・挿入歌
主題歌
- 「ほんとうに」（歌：草刈正雄）
  - 作詞：藤公之介／作曲・編曲：川口真

挿入歌
- 「空が少しづつ」（歌：草刈正雄）
  - 作詞：藤公之介／作曲・編曲：川口真